# Union nationale inter-syndicale des marques collectives
 (janvier 2025).
Si vous disposez d'ouvrages ou d'articles de référence ou si vous connaissez des sites web de qualité traitant du thème abordé ici, merci de compléter l'article en donnant les références utiles à sa vérifiabilité et en les liant à la section « Notes et références ».
 (janvier 2025).

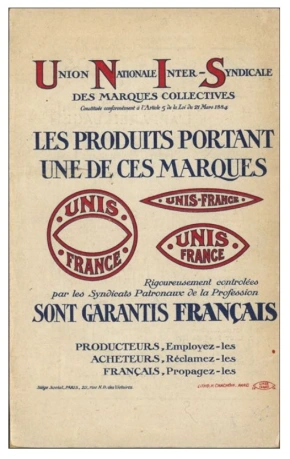
Publicité Association UNIS FRANCE.

Le 9 décembre 1915[réf. nécessaire], des industriels, fabricants, commerçants et syndicats français décident de se regrouper pour défendre leurs produits fabriqués en France contre ceux importés d'Allemagne, généralement en marque blanche. Ils fondent alors l'association « Unis-France », c'est-à-dire Union nationale Inter-Syndicale des marques collectives avec leur marque commerciale collective Unis-France, déposée en 1916.

## Historique
Jusqu'en 1930, le « fabriqué en France » ou « produit français » n'était pas protégé[réf. souhaitée].
L'association va ainsi protéger les produits français, s'opposer aux fraudeurs étrangers contrefaisant des produits d'origine française, et inciter ainsi les Français à acheter des produits de leur pays. Avant la Première Guerre mondiale, de telles contrefaçons étaient nombreuses, notamment de la part de la jeune industrie allemande, qui avait alors la très mauvaise réputation d'avoir « élevé la contrefaçon et la fraude à la hauteur d'une institution ».
La marque « Unis-France » est souvent apposée sur les produits français d'exportation pour mettre en valeur la qualité française. Plus que d'un label de qualité, il s'agit d'une « marque commerciale collective ». 
Si certains commentateurs ont alors interprété la mise en place de cette marque commerciale comme une forme de « protectionnisme voilé », d'autres y ont vu une toute première tentative de créer une « marque commerciale nationale », une marque commerciale d'origine visant à indiquer la provenance réelle d'un produit sans qu'on puisse y voir une contradiction avec la libéralisation des échanges commerciaux. 
Parmi les nombreux adhérents français, on peut citer celui de la Fédération du Jouet français (dès 1917), celui des fabricants de l'industrie photographiques et de l'optique, celui de l’électricité, etc.[réf. nécessaire]
L'utilisation de cette marque va prendre fin avec le début de la guerre franco-allemande vers 1939 (le marquage semble avoir subsisté jusque dans les années 1950 sur certains produits)[réf. nécessaire].